# Rafael Repullo Labrador
Rafael Repullo Labrador (Valencia (Veneçuela), 11 de gener de 1955) és un economista espanyol, d'origen veneçolà, director del Centre d'Estudis Monetaris i Financers des de la seva creació i Premi Rei Jaume I d'Economia en 2010.
En 1976 es va llicenciar en economia a la Universitat Complutense de Madrid amb premi extraordinari, en 1980 va obtenir un màster en econometria i economia matemàtica i en 1984 es doctorà en economia a la London School of Economics amb la tesi “Equilibrium and Efficiency in Economies with a Sequence of Markets. Ha estat professor ajudant a la Universitat Complutense de Madrid (1977-1978) i a la London School of Economics (1980-1981), lector del departament d'economia a la London School of Economics (1981-1986) i des de 1987 professor d'economia i director del Centre d'Estudis Monetaris i Financers (CEMFI). També és director del màster en Economia i Finances que organitza el CEMFI amb la Universitat Internacional Menéndez Pelayo. També és membre de l'Econometric Society i codirector del programa d'economia financera del Centre for Economic Policy Research (CEPR).
Ha estat membre Houblon-Norman del Banc d'Anglaterra, i ha ocupat càrrecs visitants al Banc Central Europeu, el Consell de la Reserva Federal, el Banc de la Reserva Federal de Minneapolis, el Banc de la Reserva Federal de Nova York, la London School of Economics i a les Universitats de Tel-Aviv, Princeton i Pennsylvania. També està vinculat a FEDEA, de la que n'és membre del seu comitè científic.
En 2010 fou guardonat amb el Premi Rei Jaume I d'Economia per ser un dels millors especialistes espanyols en els problemes de la banca i sobre altres aspectes dels mercats financers i de la seva regulació.